# Hanns von Hofer
Hanns von Hofer (* 4. Mai 1907 in Waldkirch; † 23. März 1945 in Danzig) war ein deutscher Verwaltungsjurist und Landrat.

## Leben
Hanns von Hofer besuchte das Alte Gymnasium Oldenburg und machte das Abitur am Schiller-Gymnasium Hof. Nach einer zweijährigen kaufmännischen Ausbildung absolvierte er ein Studium der Wirtschaftswissenschaften an der TH München und ein Studium der Rechtswissenschaften an der Ludwig-Maximilians-Universität München (Mitglied der Studentenverbindung Corps Vitruvia München), der Albert-Ludwigs-Universität Freiburg und der Julius-Maximilians-Universität Würzburg. 1931, nach abgelegter erster juristischer Staatsprüfung, begann er den dreijährigen Vorbereitungsdienst (Referendariat), der ihn zum Amtsgericht Hof, zum Landgericht München II und zu den Bezirksämtern Hof und Wolfratshausen führte. 1934, nach dem Großen juristischen Staatsexamen, erhielt er eine Anstellung als Assessor bei der Regierung von Schwaben. Für ein Jahr wurde er zur Geschäftsaushilfe dem Bezirksamt Sonthofen überwiesen und am 12. November 1936 zum Regierungsrat ernannt. Im April 1938 zunächst als kommissarischer Bezirksamtsvorstand in Kulmbach eingesetzt, wurde er am 25. Februar 1939 definitiv Landrat des Landkreises Kulmbach. Am 14. September 1939 wurde er für die Dauer von zwei Monaten Landeskommissar in Rypin im Reichsgau Danzig-Westpreußen im besetzten Polen. Am 15. Februar 1945 wurde er zusätzlich zu seinem Amt als Landrat in Kulmbach mit der Führung der Geschäfte des Landrats in Stadtsteinach beauftragt. Am 18. April 1943 zur Wehrmacht eingezogen, verstarb er am 23. März 1945 an den Folgen seiner Kriegsverletzungen.
Von Hofer war 1923 der paramilitärischen Vereinigung Blücherbund und der NSDAP (Mitgliedsnummer 38.838) beigetreten. Von 1923 bis 1926 und ab 1933 war er Mitglied der SA und Hauptsturmführer (Rang eines Hauptmanns). Zum 1. April 1932 schloss er sich der neu gegründeten NSDAP wieder an (Mitgliedsnummer 1.026.073). 1938 wurde er Fördermitglied des NSKK.